# Neargyrioides aglaopis
Neargyrioides aglaopis là một loài bướm đêm trong họ Crambidae.